# Thaumetopoea plutonia
Thaumetopoea plutonia är en fjärilsart som beskrevs av Schultz. 1905. Thaumetopoea plutonia ingår i släktet Thaumetopoea och familjen tandspinnare. Inga underarter finns listade i Catalogue of Life.